# Aeroportul Internațional Carriel Sur
Aeroportul Internațional Carriel Sur (IATA: CCP, ICAO: SCIE) (în spaniolă Aeropuerto Internacional Carriel Sur) este situat la 8 km nord de Concepción în regiunea Biobío, Chile. A fost fondat în 1968. Traficul de pasageri în 2012 era 927.000. Aeroportul este administrat de compania Sociedad Concesionaria Aerosur S.A.. Este aeroportul legat direct cu cele mai multe destinații naționale.

## Destinații și companii aeriene
| Companie aeriene | Destinații                                              |
| ---------------- | ------------------------------------------------------- |
| LAN Airlines     | Santiago de Chile                                       |
| Sky Airline      | Puerto Montt, Santiago de Chile, Temuco Sezonier: Pucón |